# Marek Matějovský
Marek Matějovský (Brandýs nad Labem, 1981. december 20. –) cseh válogatott labdarúgó, jelenleg a Sparta Praha játékosa. Posztját tekintve középpályás.

## Pályafutása

### Klubcsapatokban
Felnőtt csapatban először a Mladá Boleslavban szerepelt 1999-ben. 2001-ben a Jablonechez került és 2003-ig volt a klub játékosa. Ekkor visszatért a Boleslavhoz. A 2005–06-os szezonban megkapta a csapatkapitányi karszalagot.
2008-ban Angliába a Readinghez szerződött. Bemutatkozó mérkőzésére 2008. január 19-én került sor. a Manchester United ellen. A 80. percben állt be csereként. Nem sokkal később, 2008. március 15-én a Liverpool ellen megszerezte az első gólját a Reading színeiben.
2010-ben hazatért és azóta is a Sparta Praha csapatát erősíti.

### Válogatottban
A felnőtt válogatottban 2007. február 7-én mutatkozott be egy Belgium elleni barátságos mérkőzésen.
A nemzeti csapat tagjaként ott volt a 2008-as Európa-bajnokságon.

## Sikerei, díjai
Sparta Praha
- Cseh bajnokság
  - 2. hely (2): 2010/11, 2011/12
- Cseh kupa
  - 2. hely (1): 2011/12

Mladá Boleslav
- Cseh bajnokság
  - 2. hely (1): 2005/06
  - 3. hely (1): 2006/07

Jablonec
- Cseh kupa
  - 2. hely (1): 2002/03

## Külső hivatkozások
- Statisztika a Cseh labdarúgó-szövetség honlapján